# Увац
Увац — річка в Сербії, яка протікає між горами Златибор і Златар і являє собою південну межу гори Златибор і північну межу гори Златар. На ній побудовано ГЕС Кокін Брод (20 МВт) і ГЕС Увац (31 МВт) і три штучні водосховища : Увачко (Сєничко), Златарсько і Радоинсько .

## Характеристики
Річка бере початок на південний схід від Ядовіка і досягає Златара біля села Ойковіце, де впадає в неї притока Тісовіца. Звідти вона протікає повз села Негбіне, Бурадже, Сєнішта, Доброселиця та Ябланіца, приймаючи багато приток. Більші з них: Шупліца (впадає в Увац в Неґбіні), Расніцький потік (впадає в Драглиці) і Доброселицький і Саранський потік (впадає в Доброселиці). Через здебільшого важкодоступні каньйони в селі Увац є багато монастирів. Є нещодавно відреставровані монастирі Увац і Дубрава, але було також багато інших, які сьогодні не існують, як-от легендарний монастир Яня, оспівуваний у народній пісні Мілош у Латиніма  як одне з найважливіших надбань Неманичів. Вважається, що на місці Яня розташований сьогоднішній монастир Увац.
Увац є основною притокою річки Лім. Кілька останніх кілометрів річка Увац представляє кордон між Сербією та Боснією та Герцеговиною, тобто межі муніципалітетів Прибой і Рудо. Через річку Увац проходить частина залізниці Белград-Бар. Ця частина є спірною територією і належить Боснії та Герцеговині.
На самому Уваці є села Штрпці, селище Увац біля прикордонного переходу Увац. З давніх часів Увац був відомий як кордон між Сербією та Туреччиною, а за часів Мілоша Обреновича тут були розміщені «удути», які залишалися до кінця Першої Балканської війни в 1912 році. Історично відомо, що втікачі у 1690 році перетнули Прібойска Баню, потім спустилися через Црні Врх до перетину в Увац і далі в напрямку Златибора та на північ. Довгий час ліси були повні гайдуків («народних захисників»), а згодом грабіжників і вбивць, які були знищені рішучими діями сердара Йована Мічіча та народної влади.

## Галерея

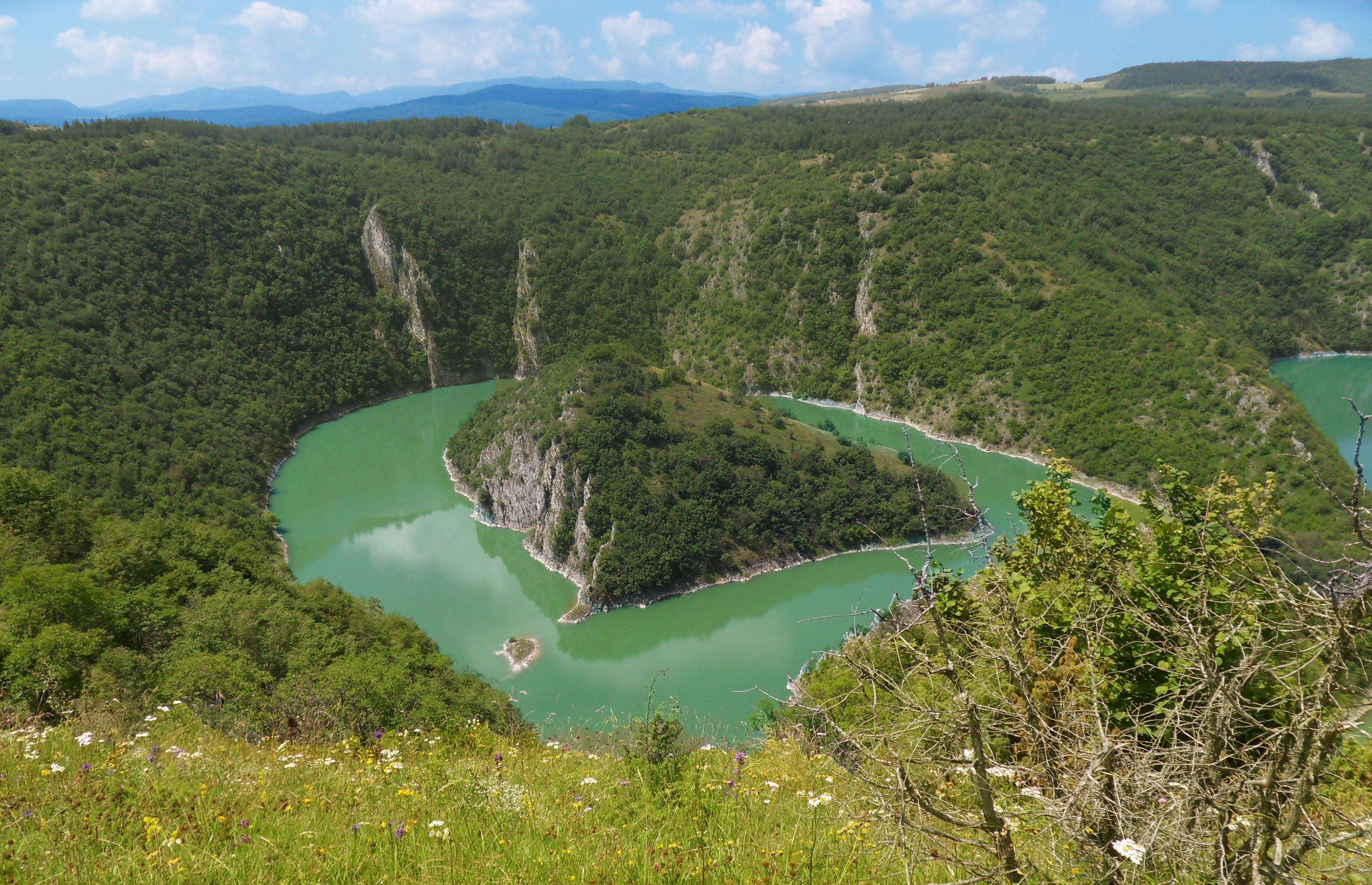
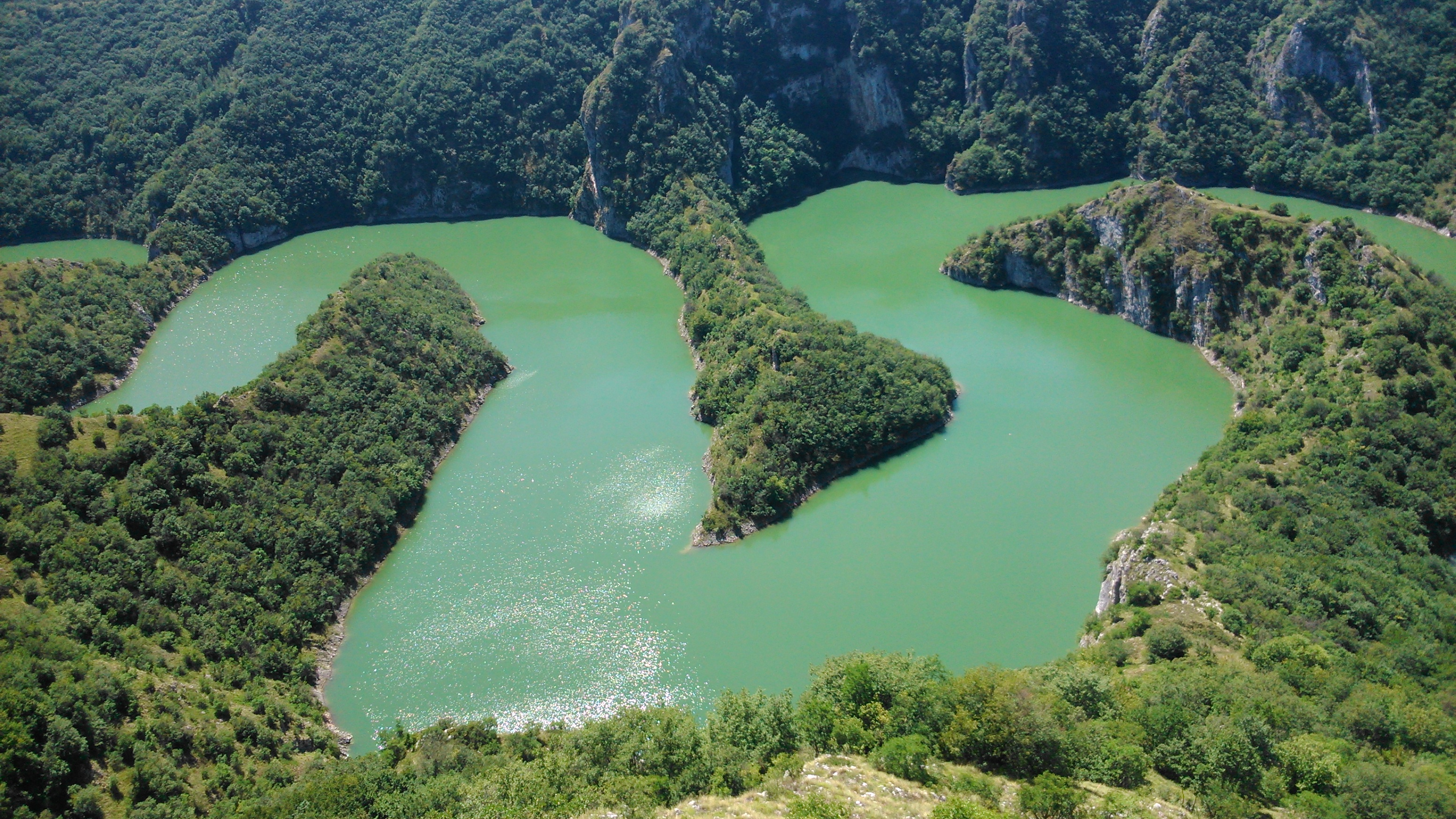

## Білоголовий сип
У каньйоні Увац живе білоголовий сип. Білоголовий сип — великий птах з відносно невеликою головою і коротким хвостом. Довжина 95-105 см. Розмах крил коливається від 240 до 280 см. Білоголовий сип посідає перше місце серед великих планерів. Коли погода погана, він змушена незграбно махати крилами, не маючи змоги набрати висоту, але за сприятливих умов він легко пересувається разом з масами теплого повітря, які піднімають його в повітря, і проводить майже третину дня у ковзаючому польоті з повністю розкритими крилами, а його великі контурні пір'я повністю відокремлені одне від одного, як пальці на руці, і під дією тиску повітря загнуті вгору.

## Див.також
- Спеціальний природний заповідник Увац
- Сербські гайдуки
- Озеро Увач